# Michelle Gerards
Michelle Gerards (Heerlen, 8 juli 1984) is een voormalig tennisspeelster uit Nederland. In 2005 en 2009 maakte Gerards deel uit van het Nederlandse Fed Cup-team – zij vergaarde daar een winst/verlies-balans van 3–1. Zij was actief in het internationale tennis van 1999 tot en met 2009.

## Posities op deWTA-ranglijst
Positie per einde seizoen:
| jaar | rang enkelspel | rang dubbelspel |
| ---- | -------------- | --------------- |
| 1999 | 906            | –               |
| 2000 | 792            | –               |
| 2001 | 854            | –               |
| 2002 | 461            | 931             |
| 2003 | 390            | 469             |
| 2004 | 237            | 331             |
| 2005 | 322            | 299             |
|      |                |                 |
| 2007 | 300            | 542             |
| 2008 | 303            | 422             |
| 2009 | 382            | 492             |

## Palmares

### WTA-finaleplaatsen enkelspel
geen

### WTA-finaleplaatsen dubbelspel
geen

### Gewonnen ITF-toernooien enkelspel
| nr. | finale     | toernooi    | dotatie  | tegenstandster in finale | score         |
| --- | ---------- | ----------- | -------- | ------------------------ | ------------- |
| 01. | 2002-10-06 | Ciampino    | $ 10.000 | Olana-Elena Golimbioschi | 6-0, 6-4      |
| 02. | 2003-06-29 | Alkmaar     | $ 10.000 | Lotty Seelen             | 6-4, 6-4      |
| 03. | 2006-11-29 | Mallorca    | $ 10.000 | Eva Fernández Brugués    | 6-1, 6-3      |
| 04. | 2007-01-12 | Algiers     | $ 10.000 | Pálma Király             | 7-6, 6-1      |
| 05. | 2007-01-19 | Algiers     | $ 10.000 | Marta Marrero            | 5-7, 6-0, 6-3 |
| 06. | 2007-07-29 | Napels      | $ 10.000 | Stéphanie Vongsouthi     | 6-2, 6-1      |
| 07. | 2008-04-13 | Antalya     | $ 10.000 | Valentina Sulpizio       | 7-5, 4-6, 6-4 |
| 08. | 2008-04-20 | Antalya     | $ 10.000 | Elitsa Kostova           | 6-2, 2-6, 7-6 |
| 09. | 2008-10-12 | Sevilla     | $ 10.000 | Giulia Gatto-Monticone   | 6-3, 6-2      |
| 10. | 2008-11-09 | Mallorca    | $ 10.000 | Katerina Avdiyenko       | 7-6, 6-4      |
| 11. | 2009-06-21 | Lenzerheide | $ 10.000 | Amra Sadiković           | 6-2, 7-5      |

### Gewonnen ITF-toernooien dubbelspel
| nr. | finale     | toernooi    | dotatie  | partner           | tegenstandsters in finale                | score          |
| --- | ---------- | ----------- | -------- | ----------------- | ---------------------------------------- | -------------- |
| 1.  | 2003-08-24 | Enschede    | $ 10.000 | Jolanda Mens      | Kika Hogendoorn Laura-Ramona Husaru      | 6-3, 7-6       |
| 2.  | 2005-01-30 | Belfort     | $ 25.000 | Anousjka van Exel | Daniela Klemenschits Sandra Klemenschits | 6-1, 4-2, opg. |
| 3.  | 2005-02-20 | Bromma      | $ 25.000 | Anousjka van Exel | Ryoko Fuda Rika Fujiwara                 | walk-over      |
| 4.  | 2007-01-12 | Algiers     | $ 10.000 | Talitha de Groot  | Assia Halo Samia Medjahdi                | 1-6, 6-3, 6-2  |
| 5.  | 2008-04-19 | Antalya     | $ 10.000 | Marcella Koek     | Elisa Balsamo Valentina Sulpizio         | 6-3, 6-4       |
| 6.  | 2008-06-14 | Lenzerheide | $ 10.000 | Marlot Meddens    | Alice Balducci Lisa Sabino               | 6-0, 6-3       |
| 7.  | 2008-10-17 | Sevilla     | $ 10.000 | Claire Lablans    | Giulia Gatto-Monticone Frederica Guercia | 6-2, 6-3       |
| 8.  | 2009-06-20 | Lenzerheide | $ 10.000 | Marcella Koek     | Xenia Knoll Amra Sadiković               | 6-3, 6-3       |
| 9.  | 2009-07-26 | Horb        | $ 10.000 | Marcella Koek     | Anja Prislan Amra Sadiković              | 7-6, 6-1       |

### Gewonnen juniorentoernooien enkelspel
| nr. | finale     | toernooi        | graad | tegenstandster in finale | score    |
| --- | ---------- | --------------- | ----- | ------------------------ | -------- |
| 1.  | 1998-03-29 | Jakarta         | 3     | Olga Michajlova          | 6-3, 6-1 |
| 2.  | 1999-05-29 | Charleroi       | 1     | Anikó Kapros             | 7-5, 6-2 |
| 3.  | 2000-09-20 | Port Washington | 3     | Peng Shuai               | 7-6, 6-3 |

### Gewonnen juniorentoernooien dubbelspel
| nr. | finale     | toernooi      | graad | partner           | tegenstandsters in finale      | score         |
| --- | ---------- | ------------- | ----- | ----------------- | ------------------------------ | ------------- |
| 1.  | 1998-03-22 | Singapore     | 3     | Alice Barnes      | Nicole Rencken Tracy Castillo  | 7-6, 1-6, 6-2 |
| 2.  | 1999-02-14 | Bisham Abbey  | 2     | Mariëlle Hoogland | Elena Baltacha Anne Keothavong | 6-7, 6-4, 6-1 |
| 3.  | 2001-05-06 | Salsomaggiore | 2     | Gisela Dulko      | Giorgia Mortello Dinara Safina | 6-2, 6-2      |